# View Park-Windsor Hills
View Park-Windsor Hills és una concentració de població designada pel cens dels Estats Units a l'estat de Califòrnia. Segons el cens del 2000 tenia 10.958 habitants.

## Demografia
Segons el cens del 2000, View Park-Windsor Hills tenia 10.958 habitants, 4.539 habitatges, i 3.041 famílies. La densitat de població era de 2.274,7 habitants/km².
Dels 4.539 habitatges en un 23,2% hi vivien nens de menys de 18 anys, en un 42,3% hi vivien parelles casades, en un 19,1% dones solteres, i en un 33% no eren unitats familiars. En el 28,9% dels habitatges hi vivien persones soles el 10,9% de les quals corresponia a persones de 65 anys o més que vivien soles. El nombre mitjà de persones vivint en cada habitatge era de 2,4 i el nombre mitjà de persones que vivien en cada família era de 2,94.
Per edats la població es repartia de la següent manera: un 20,3% tenia menys de 18 anys, un 5,6% entre 18 i 24, un 26,4% entre 25 i 44, un 28,2% de 45 a 60 i un 19,6% 65 anys o més.
L'edat mediana era de 44 anys. Per cada 100 dones de 18 o més anys hi havia 79,3 homes.
La renda mediana per habitatge era de 59.961 $ i la renda mediana per família de 81.247 $. Els homes tenien una renda mediana de 51.461 $ mentre que les dones 42.445 $. La renda per capita de la població era de 34.382 $. Entorn del 3,1% de les famílies i el 5,1% de la població estaven per davall del llindar de pobresa.

## Poblacions més properes
El següent diagrama mostra les poblacions més properes.